# シャイナ・ダルク 〜黒き月の王と蒼碧の月の姫君〜
『シャイナ・ダルク 〜黒き月の王と蒼碧の月の姫君〜』（シャイナ・ダルク くろきつきのおうとそうへきのつきのひめぎみ、SHINA DARK）は、中山文十郎（原作）・緋賀ゆかり（作画）による漫画作品。
2006年1月より『電撃帝王』に連載されていた（Vol.8-Vol.11）が、同誌の休刊に伴い『月刊コミック電撃大王』へ移籍した（2007年4月号-）。電撃大王2009年3月号をもって第1章「蒼碧姫の章」が完結し連載は終了した。第2章以降の展開があるのかは未発表である。

## あらすじ
月と太陽が重なり天空に「魔王の指輪（エクソダ・リング）」が現れる時、魔の島シャイナ・ダルクとともに蘇った伝説の魔王エクソダ・セロ・クラウ。
邪悪の源、破壊の象徴と語られる魔王の復活に世界は今恐怖と絶望に覆われんとしていた…、はずなのだが……？。
魔の島《シャイナ・ダルク》を舞台に繰り広げられる魔王と生け贄として捧げられた千人の少女たちの物語。

## 登場人物
登場人物の声は、単行本3巻特装版の付録DVD-Videoのキャストである。

### 主要人物
エクソダ・セロ・クラウ声：小野大輔
数百年に一度、月と太陽が交わる時に蘇り、世界を破壊と混沌に包むとされる伝説の魔王のはずだが、伝説とは裏腹に穏やかな性格の平和主義者。通称「魔王」で、本名で呼ばれることは少ない。また魔王に見られないことも多々。
麦わら帽子にTシャツとモンペ、首には手ぬぐいをかけ、手にクワを持ちゴム長靴をはいた農民ルックが妙に似あうおっさんだが、魔王の名にふさわしいだけの力は十分に持っており、本気を出せば圧倒的な威圧感のみで生半可な｢勇者」程度では動きを封じられ、伝説の神竜相手でも対等以上に戦えるほど。
毎回復活するたびに新たな曰くや事実と異なる伝説が付け加えられてしまっており、今回蘇るまでの間に【破壊と殺戮以上に邪淫を好む魔王】という新伝説が付け加えられていたため、魔王復活に恐怖した各国各村から、生け贄として1千人以上の妙齢の婦人や乙女が送られ、島の人口が急増。食料や生活必需品を輸入に頼らざるを得ず、国費の確保などに苦慮する羽目になる。
ひと揉めあった末、《魔王の生贄》ゆえに帰る場所のない彼女たちに、存在意義と生きる意味を与えるべく、自由と平等の国「シャイナ・ダルク」の建国を宣言した。ただし、エクソダ自身は支配者として君臨する気はまったくなく、民主的な政治を行うためにも、多くの住民と同じく「生け贄として送られて来た」境遇であるガレットとクリスティナの2人の皇女を国の象徴にして、住民たちの意を汲む代表たる「双月姫」に据えた。
ガレット・フェイ・ソワージュ声：戸松遥
東方のヴァンサーブル帝国第四皇女。クリスティナ同様に寵姫としてエクソダの下へ送られた「いらなくなった姫君」。
クセの強い真紅の長髪を、ふだんはポニーテールにしている。瞳は碧色。
勝ち気な行動派で、武芸の鍛錬をよくしている。十分な戦闘能力を持つようで、一目見ただけでデュークはエクソダに勝てないと看破した。
また議会でも様々な提案（主に軍事関係か）をすると同時に、一緒にシャイナ・ダルクへ来たものの今ひとつ打ち解けられていないクリスティナの体調を気遣うような優しい一面も持つ。一方でヴァンサーブル王国のために役立てる存在になろうと努力を重ねた反面、それによって周囲に認めてもらおうと必死になっている一面もあり、何もしていないようにも見えるクリスティナに反発する部分も垣間見える。
島にならず者が押し寄せた際、時を同じくして発見された伝説の騎士ランベルの剣と盾を用いて撃退。本来これらの武具は、武具自身が認めた者しか扱うことは出来ないが、島民を守ろうとする彼女の強い気持ちに応じて一時的に力を貸したものらしく、事件解決後は再び扱うことが出来なくなった。
シャイナ・ダルク建国の際には「碧月姫」に任命された。
クリスティナ・レイ・ホールデン声：名塚佳織
西方のエストグロリア王国第十三王位継承者。
元は一庶民であった母が先王クリスタトスに見初められて生まれた妾腹の王女。
プラチナブロンドの長髪をピンク色のリボンでツインテールにしている。瞳は蒼。普段は「クリス」と呼ばれている。読書好きの穏やかな性格。
女王キャスリーンの謀略により幼少より継続的に毒を飲まされ続けた結果、体中を蝕んだ毒の発作にたびたび苦しんでいる（本人も4年ほど前にこの事実に気づき、女王の息のかかった世話係の目を盗んで毒消しの薬草を飲むなど、少しでも長く生き残ることが母を殺しすべてを奪った女王に対する復讐としていた）。その上で魔王復活に伴い、魔王の許に置かれたという状況による【不自然でない死】を迎えてもらうため、寵姫として女王の手によりエクソダの下へ送られた「死のみを与えられた姫君」。ガレットと新しい大会議場を視察中に激しい発作を起こすが何とか乗り越え、またその時に毒に冒されていることをエクソダとヴィンセントに知られ、以後は少しずつ毒を消す薬（ミトリダティオン）を飲み続けることになる。
島に来てからは自分に出来ることを探すが見つからず、そして「欲しい物」も「失う物」も「私が愛している人間」もいない自分に、生き長らえる意味があるのか思い悩んでいる。その反面、何も出来ないという事を諦めて受け入れてしまうような一面もあり、自分のもつ力に自信を持てていない。
チェスの名手。自称｢名人三段」のエクソダがクリスの目を盗んで盤の向きを反対にしたり、自分の手番でないのにコマを動かしたりする等のズルをしても一度も勝てなかった。またチェスだけでなく実際の戦術や兵の運用にも才能を持っている様子。
シャイナ・ダルク建国の際には「蒼月姫」に任命された。
マープル・マシュー・マルサス声：花澤香菜
いつの間にかエクソダのそばにいた幼子。エクソダを「まおー」と呼んで父親のように慕うが、エクソダの｢伝説」には｢そういう内容の過激な物もある」（ヴィンセント談）ためにエクソダがガレットたちに詰問された（当然彼にそういう趣味はない）。
ヴィンセント・ルーン・バトラー声：安元洋貴
魔王付の執事。不死の王子。エクソダ曰く「いつ見てもすごく悪者っぽい」ため、よく魔王と間違えられる。戦闘能力はかなり高く、エクソダと一緒に神龍と戦えるほど。
皮肉屋でエクソダで遊んでいるような面もあるが、様々な実務をこなす有能な執事でもある。
ノエル・D・ビュッシュ声：川澄綾子
魔王付のメイド。ライトピンクの髪に、紅い瞳。顔の真横に突き出た、エルフのようにとがった耳が特徴。胸は薄い。
正体は魔導人形だが、その行動や思考は人間とまったく変わらず、人間と見分けがつかない。魔王の部下ながら強い正義感を持ち、不正行為は目ざとく見つけて厳しく注意する。ガレットやクリスティナより幼く見えるが結構怪力で、2人を小脇に抱えて全力疾走したこともある。
よく「ど根性〜!!」と叫ぶ。またやりくりに苦労しているせいか、ライラ三姉妹を感嘆させるほどの交渉術を持つ。
何ごとも「形から入る」タイプで、ライラ三姉妹との商談時はグルグル眼鏡をかけてそろばんを手にし、また土木工事の監督をした時は「安全第一」のヘルメットをかぶり、大きな四角いアルミ製弁当箱のフタでお茶をがぶ飲みしたりした。
形から入る事、第19話に登場した戦闘服やセリフ、自分の貧乳にコンプレックスを持っている等、同じく中山文十郎が原作を担当したまほろまてぃっくのキャラ、安藤まほろに酷似した点を多く持つ。
くノ一（はじめ）
エクソダの警護を担うくノ一。第1話から布を使って壁に擬態していたが、あっさりとバレている。
素顔は第3話で判明。名前は第4話で「はじめさん」と呼ばれており、設定紹介等では「くノ一」（「一」の上に「はじめ」と振り仮名）となっている。
フルネームは「くの はじめ」か。
魔王の人柄を見定め、真に護り仕えるに価する人物として、影から見守っている。
テシター
ノエルによって目覚めさせられた「シャイナ・ダルクの暗黒の兵器たち」だが、基本的に雑用係。加えて直径30cm程度の丸い本体に手足をつけたような外見もあって、魔王ともども“それらしさ”は微塵もないが、戦闘力はかなりあるのか、島にならず者が来た際には多数を撃破している。
同型のものがいくつか存在するが、それぞれに意思を持ち会話も可能で「ササキくん」「フクダくん」「ウチトミくん」などと名前が付いている。語尾に「デシ」をつける。

### 島の住人
ルーケ・M・ヘーベ
街の目抜き通りで宿屋兼食堂を営む姉御肌の女性。度々アーカディア城へも食材を届けているらしい。
マーガレット
ルーケの店で働く少女。
ローザ
エクソダの生け贄とされた元踊り子。
エクソダの帰っても良いの言葉で一旦は故郷に戻るが、そこには既に「生贄」である自分の居場所は存在しなかった。人の価値観による犠牲者の一人。エクソダに島の国家化を決断させたのは彼女。
島の国家化を期にルーケの店で働く事になり、新しい居場所を手に入れる。
ネアリー、トート
「勇者」デュークの仲間として島を訪れた姉弟で、姉のネアリーは僧侶、弟のトートは魔導士。呪文を唱えることもなく敗れた後は、魔王の真実を見届けるためと島に残っている。
ネアリーはあまりにも魔王らしくない魔王の実体から、「魔王」という存在を「世界のシステムとしての必要性」から考察している。トートはそんな姉にやむなく付き合っている風。
緋炎
第5話で魔王を倒すべくやってきた「勇者」。
生まれ育った村から、魔王の生贄として送られた幼馴染の淡雪を助ける為、勇者の称号を得て島にやってきた。
島に着いてから人々の暮らしを見ているうちに、魔王は悪い存在ではないと悟るが、作物が育たない不毛な地で役人の命により淡雪を生贄に差し出すしかなかった家族の気持ちの為、死を覚悟して戦いを挑むも敗れ去る（それでも魔王の剣を折るなど善戦している）。
その後、ノエルに呼ばれて駆けつけてきた淡雪や村の人々と再会する（淡雪が村の事情をエクソダに話して村人全員を島に移住させていたが、緋炎は勇者の称号をもらうために村を飛び出していたため移住のことを知らなかった）。
彼自身も島の住人となり、淡雪と共に過ごしている様子。

### その他
キャスリーン・S・ラングトン
エストグロリア王国女王。
亡くなった国王に代わり国を収めている女王であるが、民と共に生きてきた国王と違い、自分の欲望のままに悪政を敷き、毎夜貴族達と贅沢の限りを尽くし享楽に浸っている。
先王の寵愛を受けていたシルヴィアとクリスティナを王の死を期に辺境に追いやり、シルヴィア暗殺を命じた張本人。
クリスピン・S・ラングトン
エストグロリア王国第一王子。
母と同じく民を省みず、自分達だけが楽しければ良いという考えの持ち主。当然母ともども国民からの評価は低いが、キャスリーンからは寵愛されている。
ダーシー・S・ラングトン
エストグロリア王国第二王子。
母・兄と違い、父王同様に民へと目を向けているため、女王統治の今の国の未来を真剣に憂い、側近ジェームズと共にクーデターを目論む。
母や兄と違い、異母妹であるクリスティナをかわいがっていた良き兄でもあった。
シルヴィア・レイ・ホールデン
クリスティナの母。
元は一庶民で、先王クリスタトスに見初められ妾となる。
先王の寵愛を一身に受けていた為、女王キャスリーンの恨みを買い、王の死後辺境に追いやられ女王の刺客により命を奪われる。
デューク・A・ハイランド
第1話で魔王を倒すべくやってきた「勇者」。
冒険者としてはそれなりに知られていたようだが、実力はガレット曰く「あの程度の自称勇者なら掃いて捨てるくらいいる」程度。人格も三流だが、有名ではあるらしい。
エクソダのデコピン1発にあえなく敗北した直後、励まそうと駆け寄ってきた少女（マーガレットによく似ている）を罵倒したため、エクソダの怒りを買う。
ガレットによると、エストグロリア王国はたいした実力のないものも勇者の称号を与えるとのこと。
ライラ三姉妹
経済国家ジルス・ジリオーラから来た商人3姉妹。
ノエルを相手に、伝説の逸品「ヴィナスの宝冠」の取引で激しい火花を散らした。全員が三つ編みに眼鏡。主に交渉していた（長女?）のがエクスィ、残る二人の名前は不明。
3人がかりでエクソダの入浴に乱入するなど色仕掛けもしたりするが、シャイナ・ダルクの住人やノエルとの駆け引きを気に入り、良い商いをしたいと思った様子。一方でエストグロリアにも取引に訪れた際には、女王キャスリーンとの遣り取りを経て｢この国は長くない」｢（キャスリーンは）欲の塊のような女」と評している。
ゾリティア
魔王城の宝物庫の番人（番竜）だったドラゴン（神竜）。
番人としての契約を終身契約にしなかったために契約が切れてしまい、エクソダたちを攻撃するようになった（契約期間中は「ペットのわんこちゃんみたいなもの」だったらしい）。
契約が切れた後も宝物庫に居座っているため、宝物を取りにいく際に苦労をする要因になっている。

## 地理・施設

### 作品世界
サント・ウル・ガイア
この作品の舞台となる、いわゆる「剣と魔法の世界」。明言はされていないが地球と同様の丸い惑星のように描かれている。流通している通貨単位は「リオン」。

### シャイナ・ダルク
数百年に一度、月と太陽が交わる時、魔王の復活と共にオリディア内海に浮上する魔の島。人々には魔王の島として畏れられているものの、森林、高原、湖などがあり田園も広がる自然豊かな島である。
建国宣言後は、双月姫の横顔と月をモチーフとした紋章を国旗と定めている。
首都ディアノス
「月の都」の名を持つシャイナ・ダルクの首都。島の南部に位置する美しい放射状都市で、魔王の城アーカディア城は、街中ではなくその外れに位置する。なお、街の中心は噴水がある広場となっている。
ゲート状の大きな時計塔がシンボル。
アーカディア城
魔王エクソダの居城。城下町ディアノスを一望できる丘の上に立つ。城内には広い温泉浴場があり、また魔王の玉座の下には地下ダンジョンへの入り口が隠されている。
宝物庫
アーカディア城の地下宝物庫。そこへ続くダンジョンはトラップの難易度が日がよってレベル1-100とランダムで変化するという特殊な仕様となっていて、レベル70を越えるとエクソダ達ですら「死ねそう」とのこと。魔王の城の宝物庫だけあって伝説級のお宝も眠っている。
ダジの村
シャイナ・ダルク島内の、稲作を中心とする農村。緋炎がエクソダと戦い、淡雪と再会した場所。

### 各国家
ヴァンサーブル帝国
ガレットの祖国。ガレットの父である皇帝ガレオン・フェイ・ソワージュのもと、東方の地グリンギアを一代で征服した新興の軍事大国。
グリンギアを統一した現在においても皇帝の野望は尽きず、西方アジュアードへの侵攻を計画している。
エストグロリア王国
クリスティナの祖国。女王キャスリーン・S・ラングトンが治める西方の地アジュアードの大国。
長い歴史がある国で、数百年間眠り続けていたエクソダにとってもよく知る国であった。打倒魔王を志す戦士達に対して「勇者」の称号を濫発している。
近年は天候不順と女王の悪政のため国力は低下し、農村部の民は生きていくだけで精一杯という状況。
ジルス・ジリーラ
古くから東西を結ぶ要衝に位置する経済国家で、作中では「ジルス」と呼ばれている。魔王の国シャイナ・ダルクですら商売相手として拒まないほどの、商魂たくましい国家。
シュマリカ
魔法王国。名前のみ登場。ジルスと同様、東西の地の中間に位置する国のようである。

### 主題歌
OPイメージソング「Moon Legend」
歌 - 結城アイラ
作詞 - 畑亜貴 / 作曲 - 虹音
EDイメージソング「王国マーチはタンタカターン」
歌 - エクソダ（小野大輔）& ヴィンセント（安元洋貴）& ノエル（川澄綾子）& マーブル（花澤香菜）
作詞 - 畑亜貴 / 作曲･編曲 - 菊谷知樹

## ミュージックアニメクリップ
単行本3巻特装版の付録DVD-Video。4本のミュージッククリップアニメーションを収録している。

### スタッフ
- 監修：新房昭之
- アニメーションディレクター：紺野直幸、友岡新平
- 音響監督：鶴岡陽太
- 音楽：ランティス
- プロデュース：ジェンコ
- アニメーション制作：シャフト

## 単行本
- 第1巻 2007年4月27日発売 ISBN 978-4-8402-3868-7 （第1話-第4話）
- 第2巻 2007年8月27日発売 ISBN 978-4-8402-4009-3 （第5話-第9話）
- 第3巻 2008年3月21日発売 ISBN 978-4-8402-4198-4 （第10話-第13話）
- 第4巻 2009年3月27日発売 ISBN 978-4-04-867718-9 （第14話-最終話）